# Forn de Castellnou
El Forn de Castellnou és una obra de Sant Esteve de la Sarga (Pallars Jussà) inclosa a l'Inventari del Patrimoni Arquitectònic de Catalunya.

## Descripció
És un forn de calç d'ús comunal, fins 1935. Actualment resten sols parts de l'estructura de maçoneria que comformava els murs, i la cavitat que ocupava.

## Història
Segons els Agents Rurals (2015), tenia un ús comunal dels veïns de Castellnou del Montsec. Va funcionar fins a l'any 1935.
Alta: IPAC-VRA: 2016